# Valenciennea helsdingenii
Valenciennea helsdingenii är en fiskart som först beskrevs av Bleeker, 1858.  Valenciennea helsdingenii ingår i släktet Valenciennea och familjen smörbultsfiskar. Inga underarter finns listade i Catalogue of Life.

## Bildgalleri

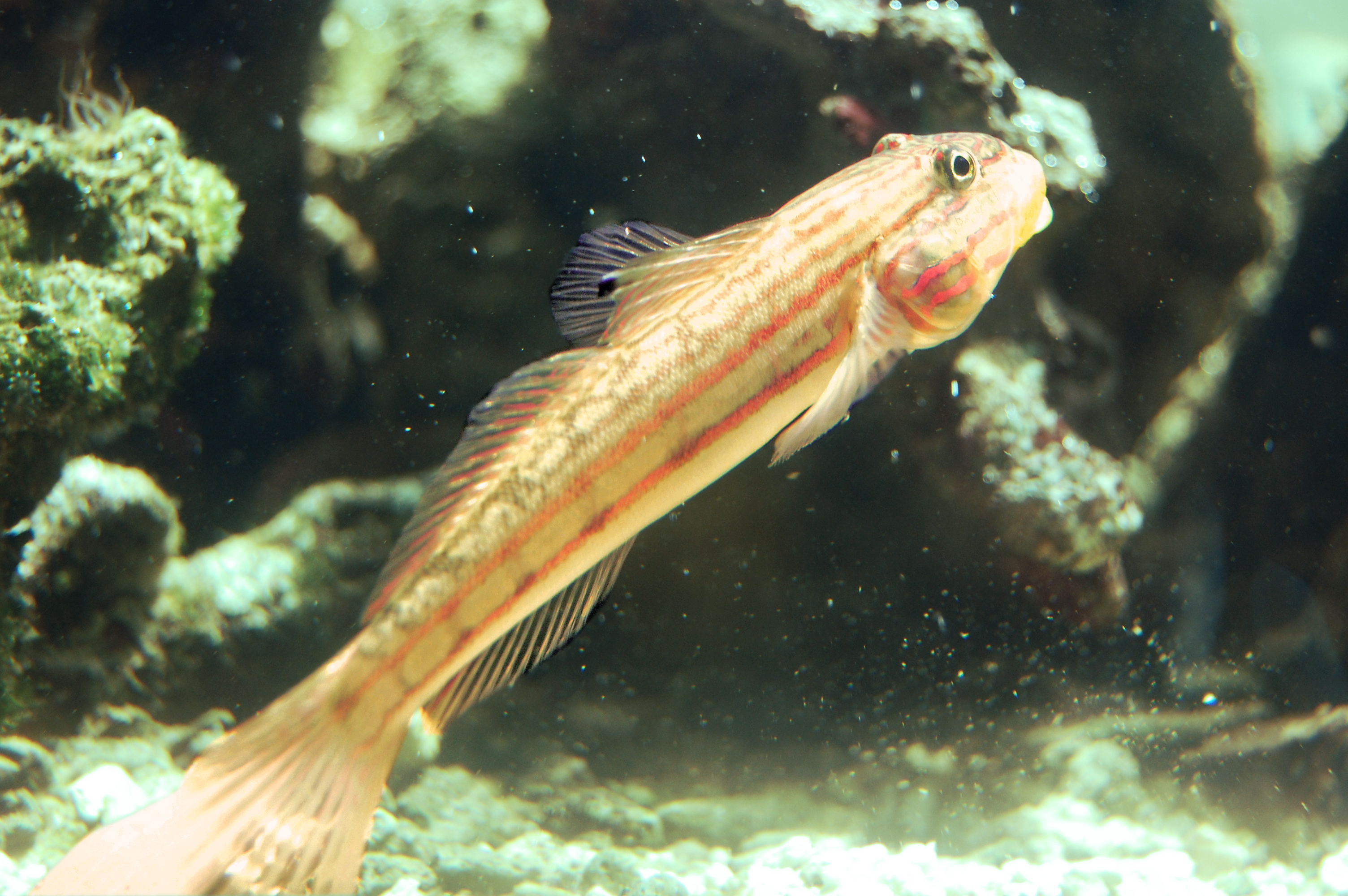
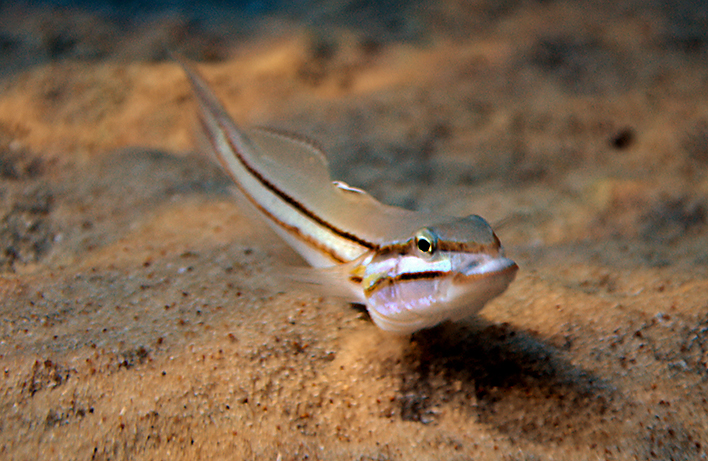
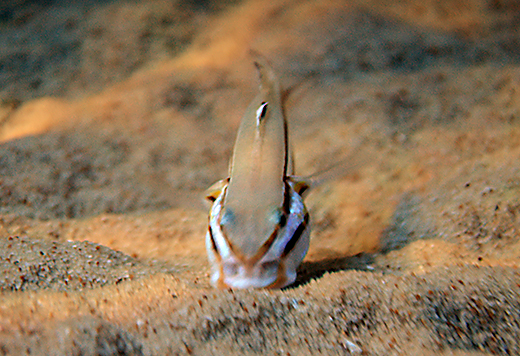